# Blaesoxipha anceps
Blaesoxipha anceps är en tvåvingeart som beskrevs av Villeneuve 1930. Blaesoxipha anceps ingår i släktet Blaesoxipha och familjen köttflugor. Inga underarter finns listade i Catalogue of Life.